# Torre Civica (Pavie)
La Torre Civica était une tour de la ville de Pavie, construite au XIe siècle, et jouxtant la cathédrale. De plan rectangulaire, elle faisait 78 m de haut.

## Historique
Entre 1583 et 1585, l'architecte Pellegrino Tibaldi dirigea les travaux de surélévation de la tour, afin d'y placer les cloches de la cathédrale jusqu'à la construction de son propre campanile.
Le 17 mars 1989, à 8 h 55 du matin, la Torre Civica s'effondra, tuant quatre personnes et en blessant quinze. Il n'en restait plus que 8 000 m3 de gravats.
Le 20 octobre 1994 par l'acte no 1489 la chambre des députés de la XIIe Législature italienne, Vittorio Sgarbi présente une proposition de loi pour la reconstruction de la Torre Civica, mais le projet n'est pas réalisé.
Si la tour n'est pas  reconstruite, certains éléments sont néanmoins exposés au château Visconti.

## Source
- (en) Cet article est partiellement ou en totalité issu de l’article de Wikipédia en anglais intitulé « Civic Tower (Pavia) » (voir la liste des auteurs).